# Ernst Batzer
Ernst Batzer (1882-1938) est un conservateur de musée et un auteur allemand. Directeur du musée d'Offenbourg, il fut victime des persécutions nazies.

## Biographie
Ernst Batzer naît le 12 janvier 1882 à Metz en Lorraine. Après un Abitur, et un doctorat en philologie, il s'interresse à l'histoire local du Bade-Wurtemberg et aux arts et traditions populaires. Secrétaire, depuis 1912, de l'Association historique du Mittelbaden, correspondant à l'arrondissement de l'Ortenau, il est bientôt nommé rédacteur en chef de la revue Die Ortenau: Zeitschrift des Historischen Vereins für Mittelbaden. 
En 1917, il succède à Carl Frowin Mayer à la direction du musée d'Offenburg, le Museum im Ritterhaus. Dans les années 1920, il continue à publier des articles scientifiques. Dans les années 1930, il développe les collections du musée en mettant l'accent sur l'histoire naturelle, la minéralogie, les arts et traditions populaires. Son épouse étant juive, Ernst Batzer est victime des persécutions nazies en 1938. 
Remplacé à la tête du musée par Otto Kähni, Ernst Batzer décède le 19 août 1938, à Munich.

## Publications
- Die Satzungen der Bäcker- und Müllerknecht-Bruderschaft in Offenburg. In: Alemannia. 34. Jahrgang (1906-07), (p. 96–102)
- Das Haigerlocher Stadtbuch von 1551. In: Alemannia, 36. Jahrgang (1908) (p. 199–220).
- Die Handschriften der Formularsammlung des Richard von Pofi. (Diss.) Heidelberg, 1910.
- Zur Kenntnis der Formularsammlung des Richard von Pofi, Heidelberger Abhandlungen zur mittleren und neueren Geschichte 28, Heidelberg, 1910.
- Noch einmal: Richard von Pofi, ein Grossneffe Innocenz' III. In: Neues Archiv der Gesellschaft für Ältere Deutsche Geschichtskunde, vol. 39, 1914 (p. 510–517).
- Burgen und Schlösser des Kinzigtales, Bühl : Konkordia, 1935.
- Burgen und Schlösser des Renchtales, Bühl : Konkordia, , 1935.
- Burgen und Schlösser des Schuttertales, Bühl : Konkordia, 1935.
- Burgen und Schlösser in und um Baden-Baden, Bühl : Konkordia, 1935.
- Burgen und Schlösser um Bühl, Bühl : Konkordia, 1935.
- Grimmelshausen und die Ortenau, Offenbourg : Verlag d. Stadt Offenburg,  1925.
- Der Stein zu Ortenberg, Bühl : Konkordia, 1935.